# Runeberginkatu
La rue de Runeberg (en finnois : Runeberginkatu est une rue des quartiers de Kamppi, Etu-Töölö et Taka-Töölö à Helsinki en Finlande.
La rue est nommée en l'honneur de Johan Ludvig Runeberg.

## Constructions
Au sud de Runeberginkatu se trouve l'hôtel Radisson Blu Royal et en face la Sähkötalo, le batiment de la station de métro Kamppi et l'Autotalo, dont les facades principales donnent sur Kampinkuja et Salomonkatu.
Construit en 1950, le bâtiment principal de l'école supérieure de commerce d'Helsinki et de l'autre coté du petit parc Sammonpuistikko le bâtiment Chydenia dans lequel le lycée finlandais de filles a fonctionné de 1923 à 1969.
Plus au nord, au croisement de Topeliuksenkatu, se trouve le bâtiment du lycée Tölö gymnasium.
La maison des jeunes Sandels est dans le même bâtiment.
La place Töölöntori est de l'autre côté de la rue.
En bordure ouest de la rue Runeberginkatu, entre les rues Pohjoinen rautatiekatu et Arkadiankatu, on peut voir des bâtiments Art nouveau des années 1910.
De l'autre côté de la rue, de Rautatiekadut à Museokatu se trouvent surtout des bâtiments en briques rouges de style classicisme nordique.
Toutes les constructions de l'îlot urbain sont de même hauteur.
Les bâtiments de Runeberginkatu 23 et 25, construits des deux côtés de Sammonkatu, forment une sorte de porte d'honneur ouvrant sur l'église Temppeliaukio d'Helsinki.
Les bâtiments bordant la partie nord de la rue sont représentatifs du style fonctionnaliste des années 1930.

## Transports en commun
Les lignes 1 et 2 de tramway, longent la rue Runeberginkatu entre Arkadiankatu et Mannerheimintie.
La ligne 8 de tramway y circule aussi, du croisement de Caloniuksenkatu jusqu'à Mannerheimintie.
De nombreuses lignes de bus allant de la station de Kamppi ,vers Haaga, Pitäjänmäki ou Kannelmäki entre autres, passent par Runeberginkatu.
La ligne 70T, allant de Kamppi à Siltamäki par Malmi, suit aussi Runeberginkatu jusqu'à Mannerheimintie avant de prendre Helsinginkatu.

## Rues et places croisées
- Kampintori,
- Kampinkuja,
- Salomonkatu,
- Eteläinen rautatiekatu
- Baana,
- Pohjoinen rautatiekatu
- Arkadiankatu
- Lutherinkatu
- Sammonkatu
- Ilmarinkatu,
- Tunturikatu,
- Caloniuksenkatu,
- Apollonkatu,
- Eteläinen Hesperiankatu
- Hesperian esplanadi
- Pohjoinen Hesperiankatu,
- Döbelninkatu,
- Sandelsinkatu et Töölöntori,
- Topeliuksenkatu
- Tykistönkatu
- Hietaniemenkatu
- Töölönkatu
- Ruusulankatu
- Mannerheimintie

## Galerie

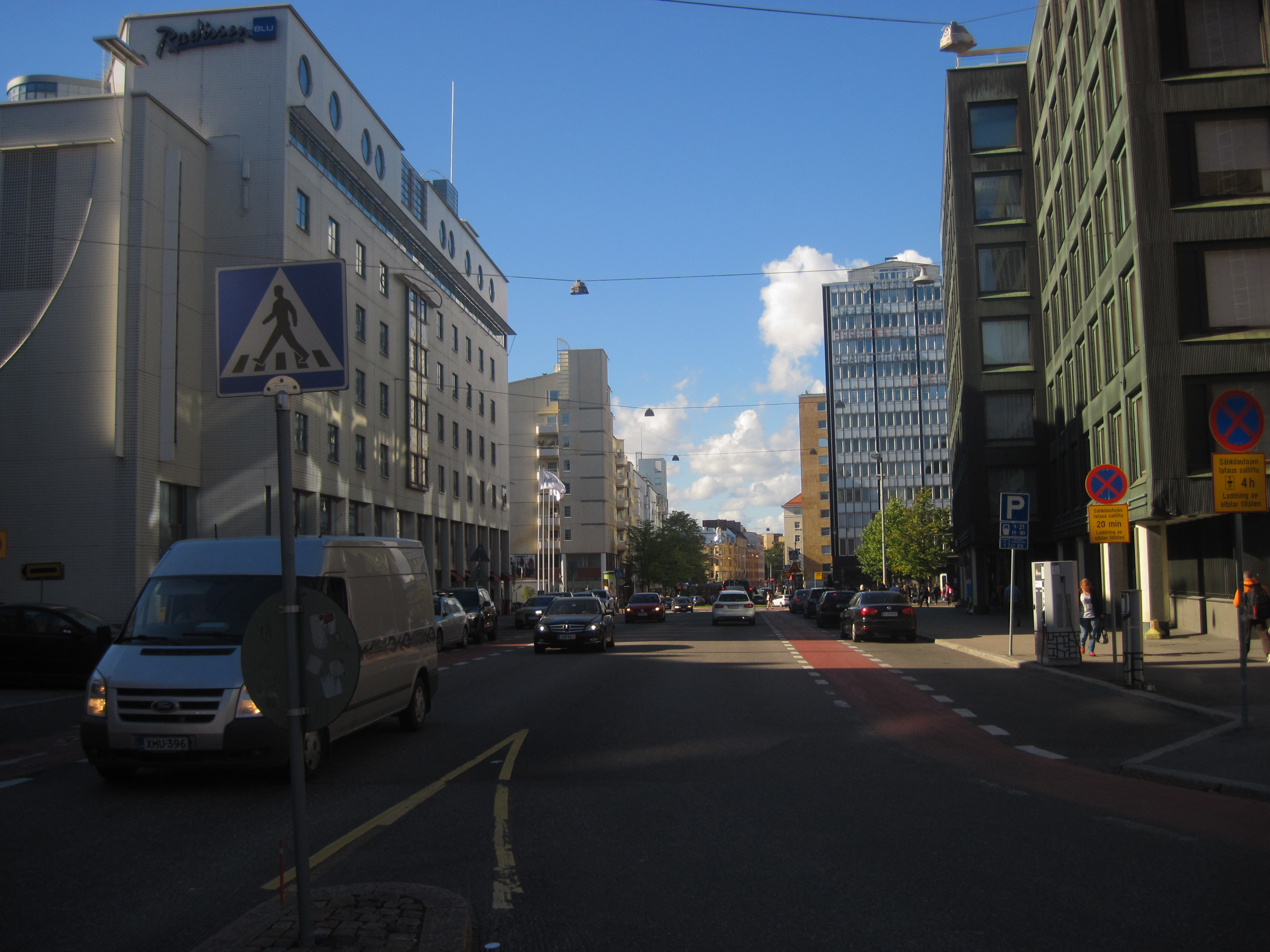
Sud de Runeberginkatu vue de Kampintori.
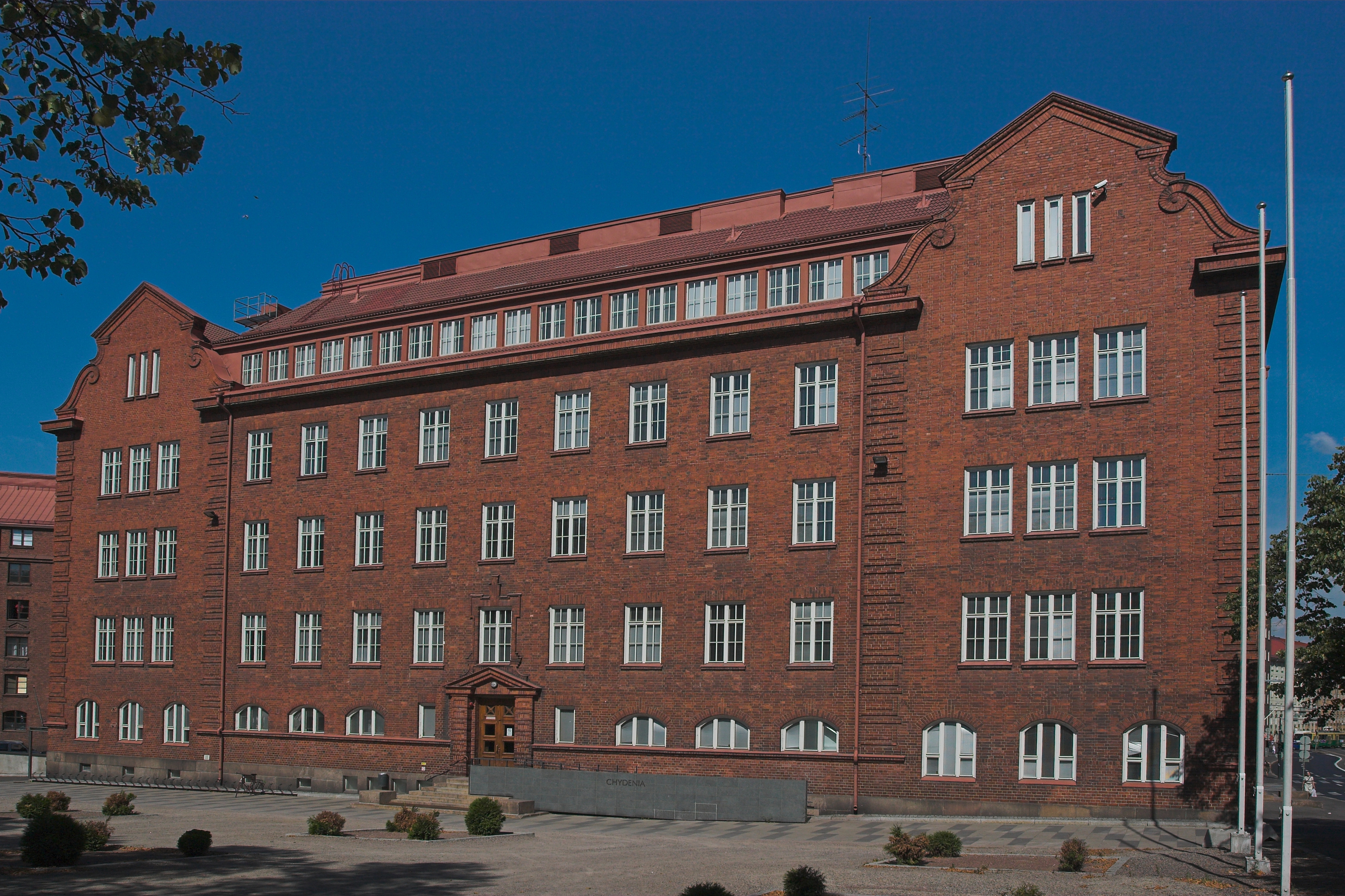
Bâtiment de école de commerce Chydenia.
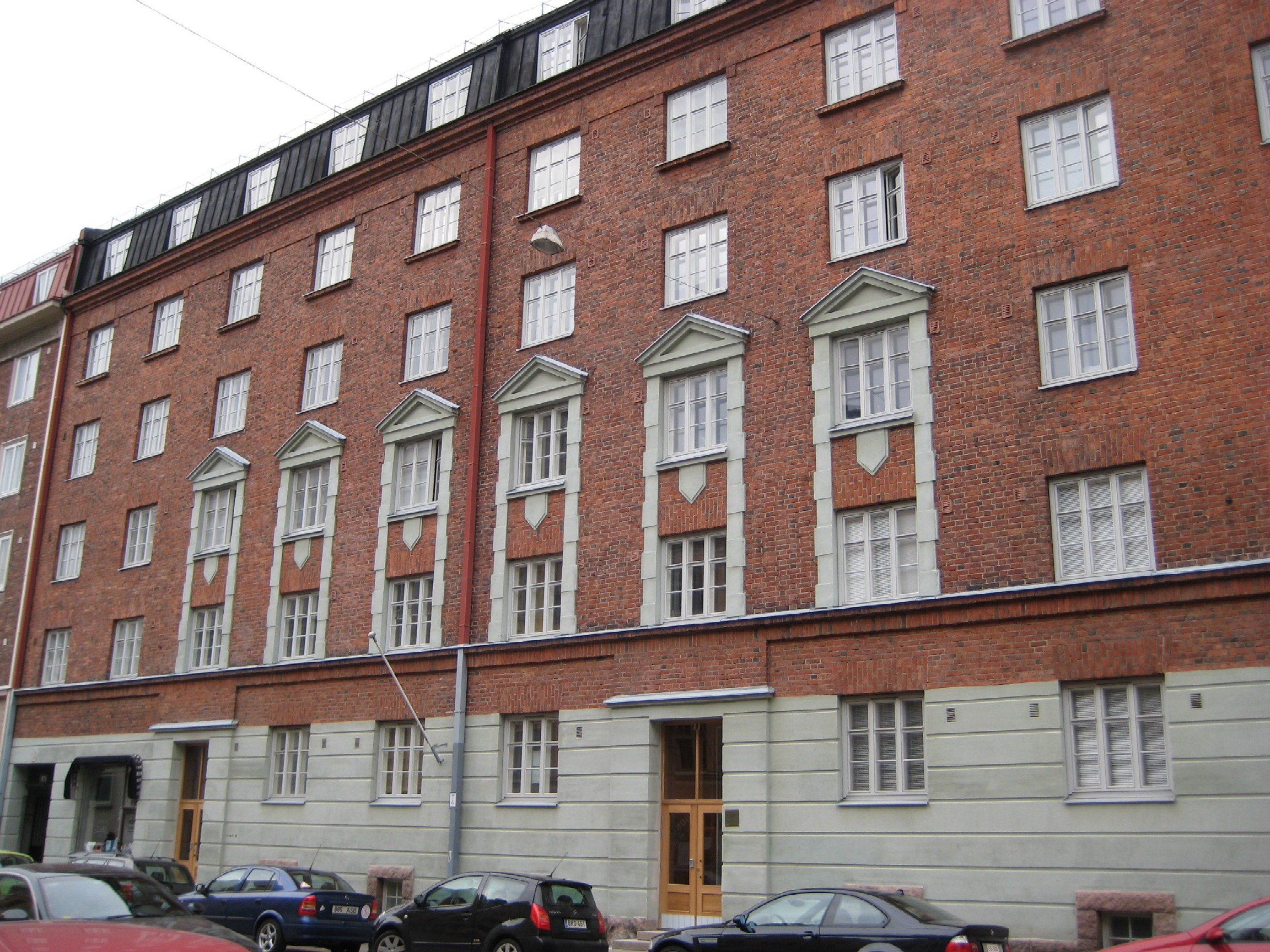
Runeberginkatu 19.
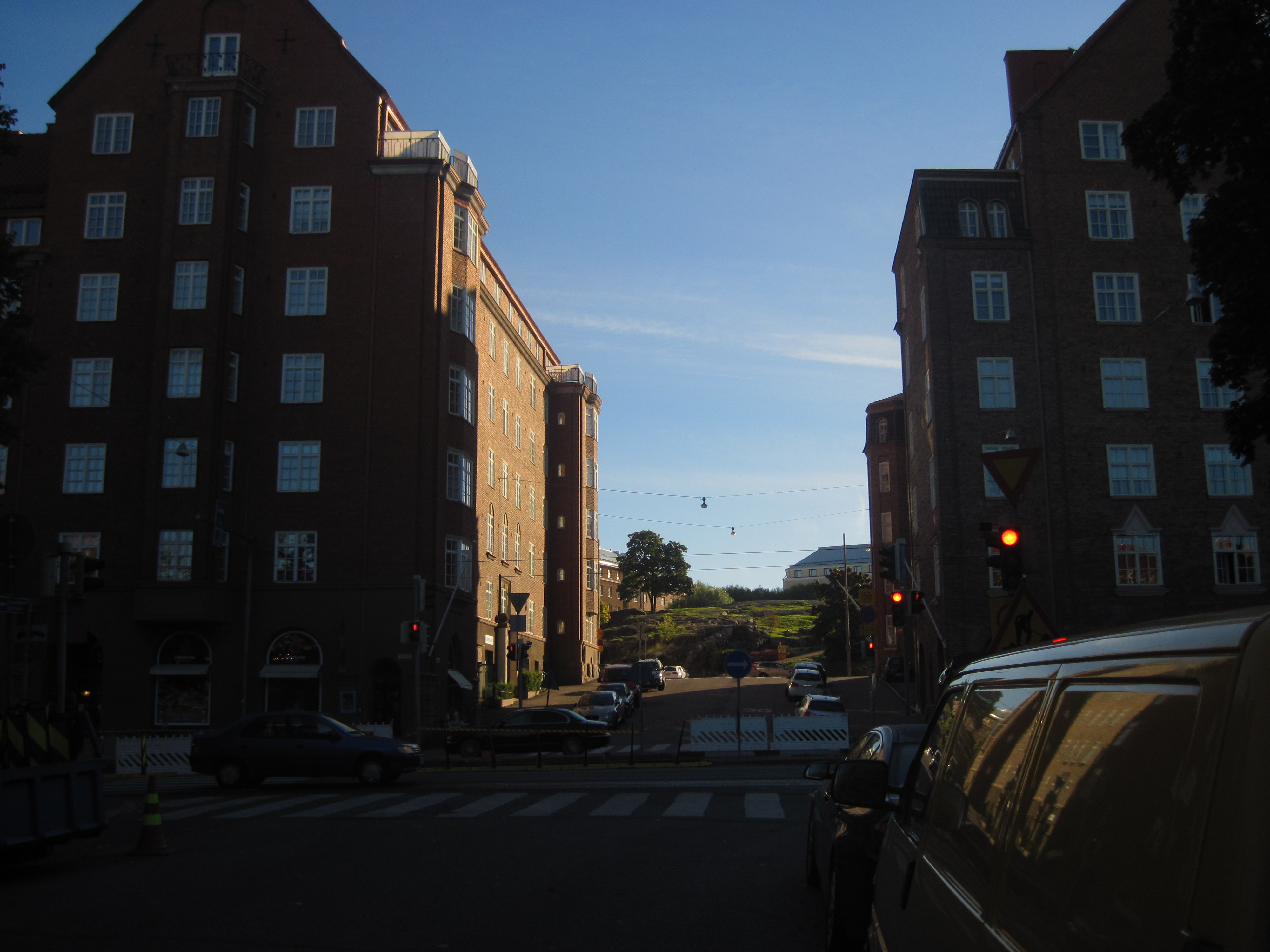
Runeberginkatu 23 et 25.
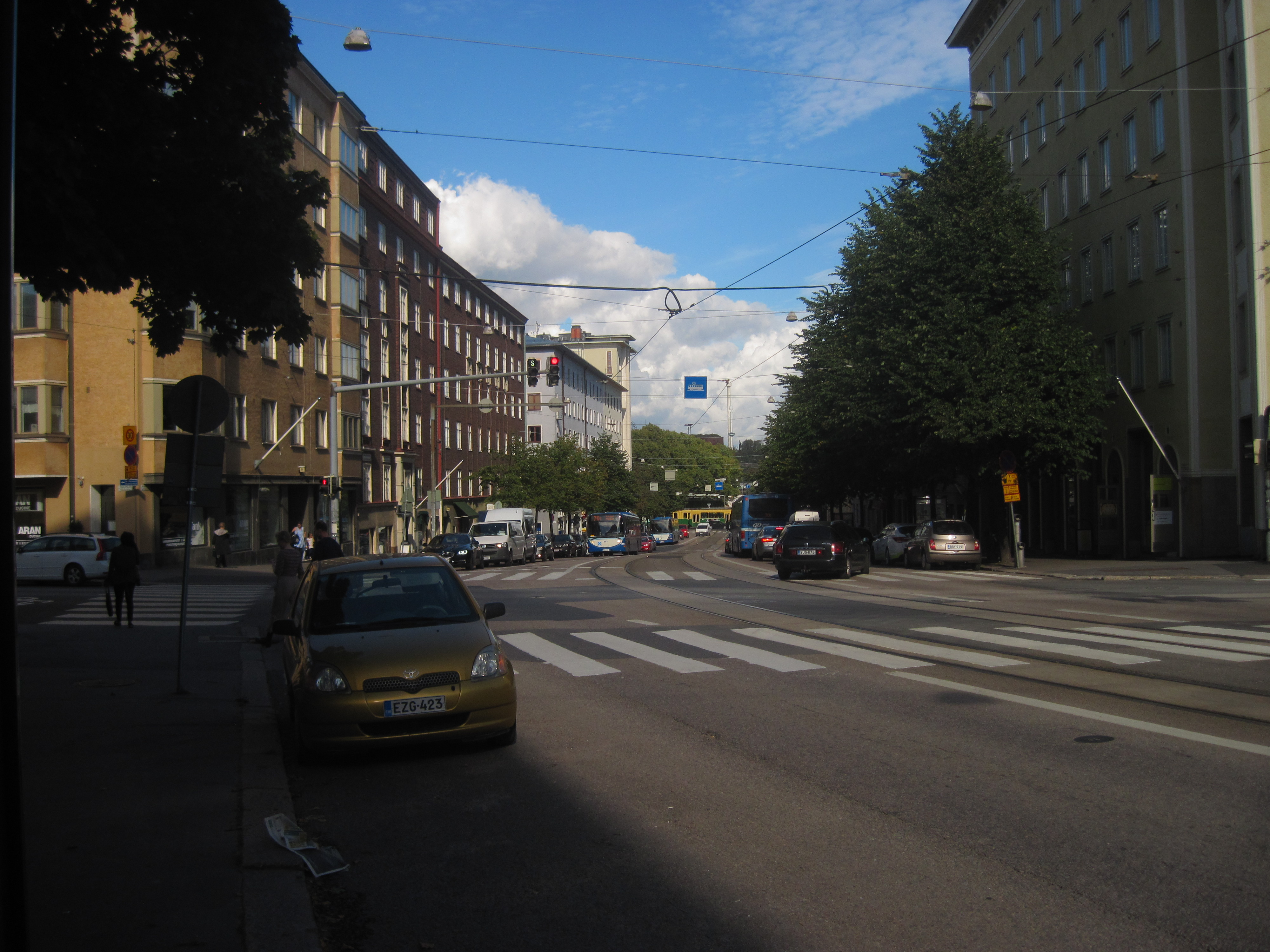
Croisement de Töölönkatu.